# Leopold Jansa

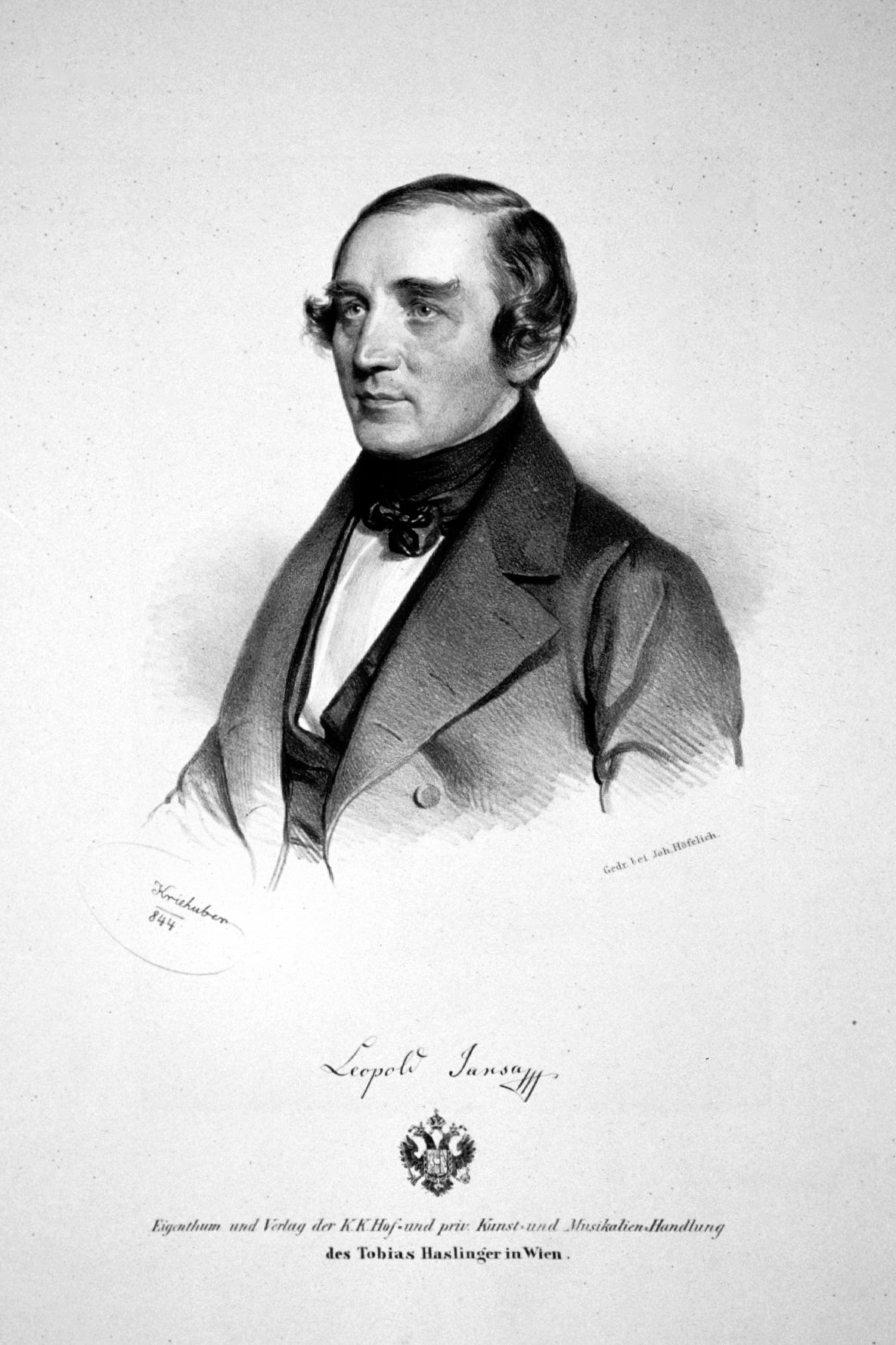
Leopold Jansa.

Leopold Jansa, född 23 mars 1795, död 24 januari 1875 i Wien, var en böhmisk-österrikisk violinist och tonsättare.
Jansa blev 1834 universitetsmusikdirektör i Wien, där han även anordnade kvartettsoaréer, men varifrån han 1849 förvisades till följd av en demonstration till förmån för ungerska revolutionen. Han verkade sedan som violinlärare i London till 1868, då han fick amnesti. Bland hans elever fanns Vilma Neruda. Jansa komponerade en mängd violinsaker, soli och ensembler samt några kyrkliga arbeten.